# Fahr (Volkach)
Fahr is een plaats in de Duitse gemeente Volkach, deelstaat Beieren, en telt 636 inwoners (2007).

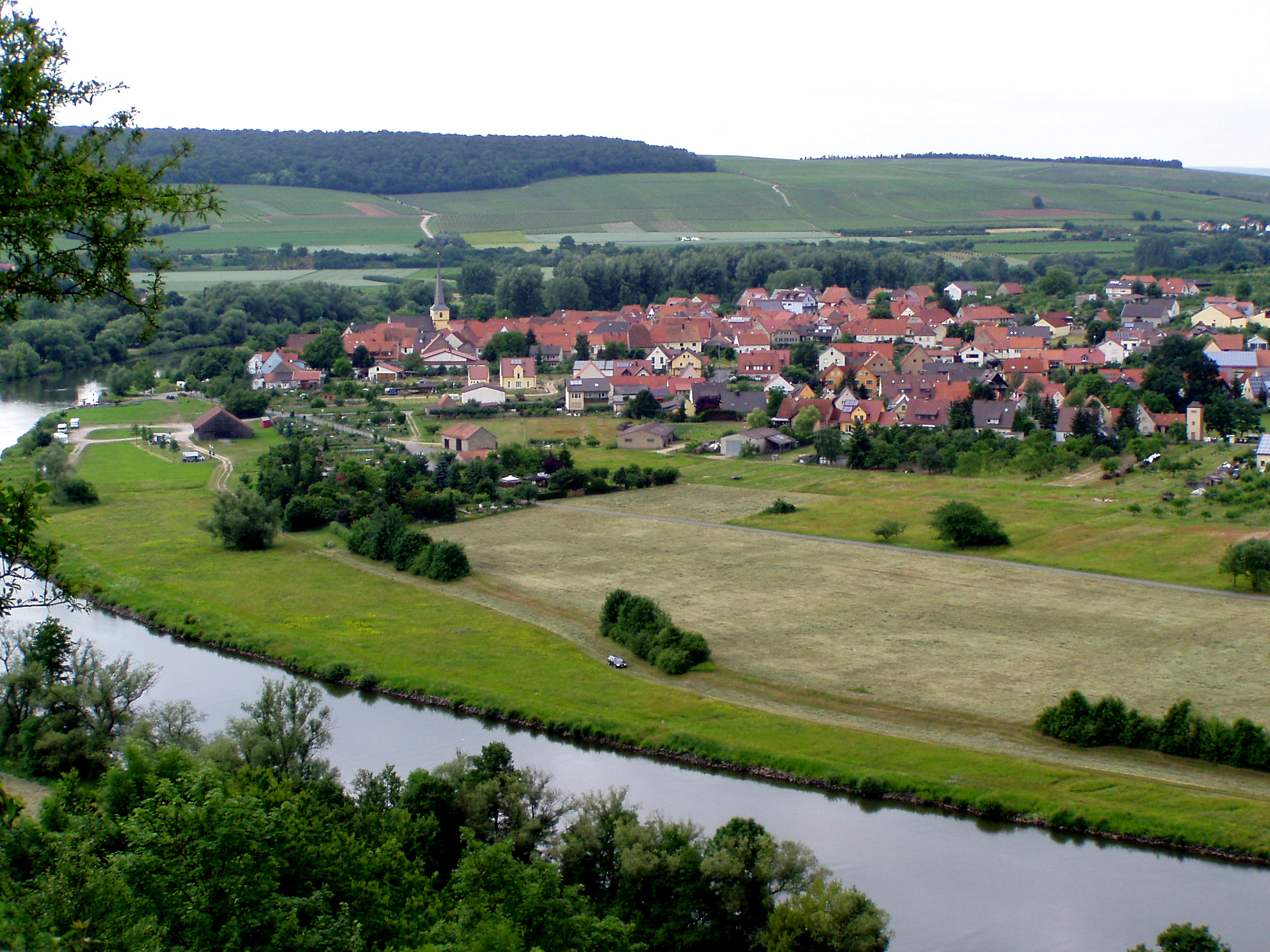
Luchtfoto